# Erich Becker (Manager)
Erich Becker (* 20. März 1920 in Grünstadt; † 9. Januar 2003 in Frankfurt am Main) war ein deutscher Bauingenieur und Manager. Von 1971 bis Ende 1988 war er Vorstandsvorsitzender der Flughafen Frankfurt/Main AG (heute: Fraport).

## Leben
Becker wurde in der Pfalz geboren. Er war während des Zweiten Weltkriegs als Bordfunker bei der Luftwaffe eingesetzt. Nach dem Krieg studierte er berufsbegleitend an der Staatsbauschule Mainz. Ab 1950 war er Bauleiter bei der Adam Opel AG in Rüsselsheim, wo er bis 1958 blieb. 1959 wechselte er als leitender Bauingenieur zur Volkswagen AG, wo er den Aufbau des Standortes in Kassel plante und leitete.
Becker war Aufsichtsratsmitglied der Gesellschaft für Flughafenwerbung mbH in Frankfurt Main. Im Januar 1969 berief der Aufsichtsrat der Flughafen Frankfurt/Main AG Becker als Mitglied in den Vorstand. Dort verantwortete er zuerst die Bauplanung und -leitung, der Aufgabenbereich wurde später um die Flughafentechnik erweitert. Im Jahr 1972 wurde Becker zu Vorstandsvorsitzenden ernannt. Die Ernennung traf allerdings auf erhebliche Widerstände innerhalb der hessischen Landesregierung. Heinz-Herbert Karry (FDP), hessischer Wirtschaftsminister und stellvertretender Ministerpräsident in der sozialliberalen Koalition, sprach sich für einen Finanzexperten an der Spitze aus. Becker wurde allerdings vom damaligen  Finanzminister und Aufsichtsratsvorsitzender der Flughafen AG Rudi Arndt (SPD) durchgeboxt, woraufhin Karry sein Aufsichtsratsposten zurückgab.
Becker schaffte es, das verlustreiche Unternehmen innerhalb von vier Jahren in die Gewinnzone zu bringen, dabei waren vom Aufsichtsrat Gewinne frühestens um das Jahr 1990 eingeplant worden.
Im Jahr 1973/74 führte er ein neues System für die Landegebühren am Frankfurter Flughafen ein und zahlte in den folgenden zwei Jahren insgesamt rund 2,5 Millionen Mark als  Prämien an die Fluggesellschaften aus, die ihre Flugzeuge mit umweltfreundlichen Triebwerken modifiziert hatten. Das Bundesverkehrsministerium nahm dieses Modell schließlich im Jahr 1975 als Muster für ein ähnliches System, „damit es nicht so aussieht, als ob der Verkehrsminister und die anderen Flughäfen unsere Idee nachahmten“ (Becker).
Becker war zudem Verwaltungsratsmitglied der International Civil Airports Association (ICAA) in Paris.
In Beckers Ära fällt auch der gesellschaftlich sehr umstrittene Bau der Startbahn West, die nach über zehnjähriger Planungs- und Bauphase im April 1984 in Betrieb ging. Während des Baus wurde im Juni 1983 ein Sprengstoffanschlag auf das Wohnhaus Beckers verübt. Mit Ablauf des Jahres 1988 schied er aus der Position des Vorstandsvorsitzenden aus. Sein Nachfolger wurde Horstmar Stauber.

## Auszeichnungen
Im August 1980 wurde Erich Becker das Große Verdienstkreuz des Verdienstordens verliehen. Nach Beckers Tod wurde die im Jahr 1986 gegründete Fraport-Stiftung zur Würdigung seiner Verdienste in Erich-Becker-Stiftung umbenannt.